# HD 118520
HD 118520，又名CP-56 5856，SAO 241026、HR 5124，是一颗恒星，视星等为6.01，位于銀經309.26，銀緯4.67，其B1900.0坐标为赤經13h 32m 17.2s，赤緯-57° 4.67′ 49″。